# Iliouchine (aéronautique)
Pour les articles homonymes, voir Iliouchine.
Iliouchine (en russe : Ильюшин) est un constructeur aéronautique russe (soviétique au temps de l'Union soviétique). Le préfixe du bureau d'études est le Il.
Le bureau d'études fut fondé par Sergueï Vladimirovitch Iliouchine en 1933 sous le nom OKB-39. Dès 1935, il devint l'un des plus célèbres concepteurs d'avions soviétiques, et pendant la Seconde Guerre mondiale, il fut le principal concepteur. Iliouchine fait partie de l'entreprise OAK.

## Les avions conçus par le bureau d'études Iliouchine
- Iliouchine Il-2 Sturmovik
- Iliouchine Il-4
- Iliouchine Il-10 Sturmovik
- Iliouchine Il-12 Coach
- Iliouchine Il-14 Crate
- Iliouchine Il-18 Coot
- Iliouchine Il-20 Coot-A
- Iliouchine Il-22 Coot-B
- Iliouchine Il-28 Beagle
- Iliouchine Il-32 Prototype
- Iliouchine Il-32 Sailplane
- Iliouchine Il-36 Prototype
- Iliouchine Il-38 May
- Iliouchine Il-40 Prototype
- Iliouchine Il-62 Classic

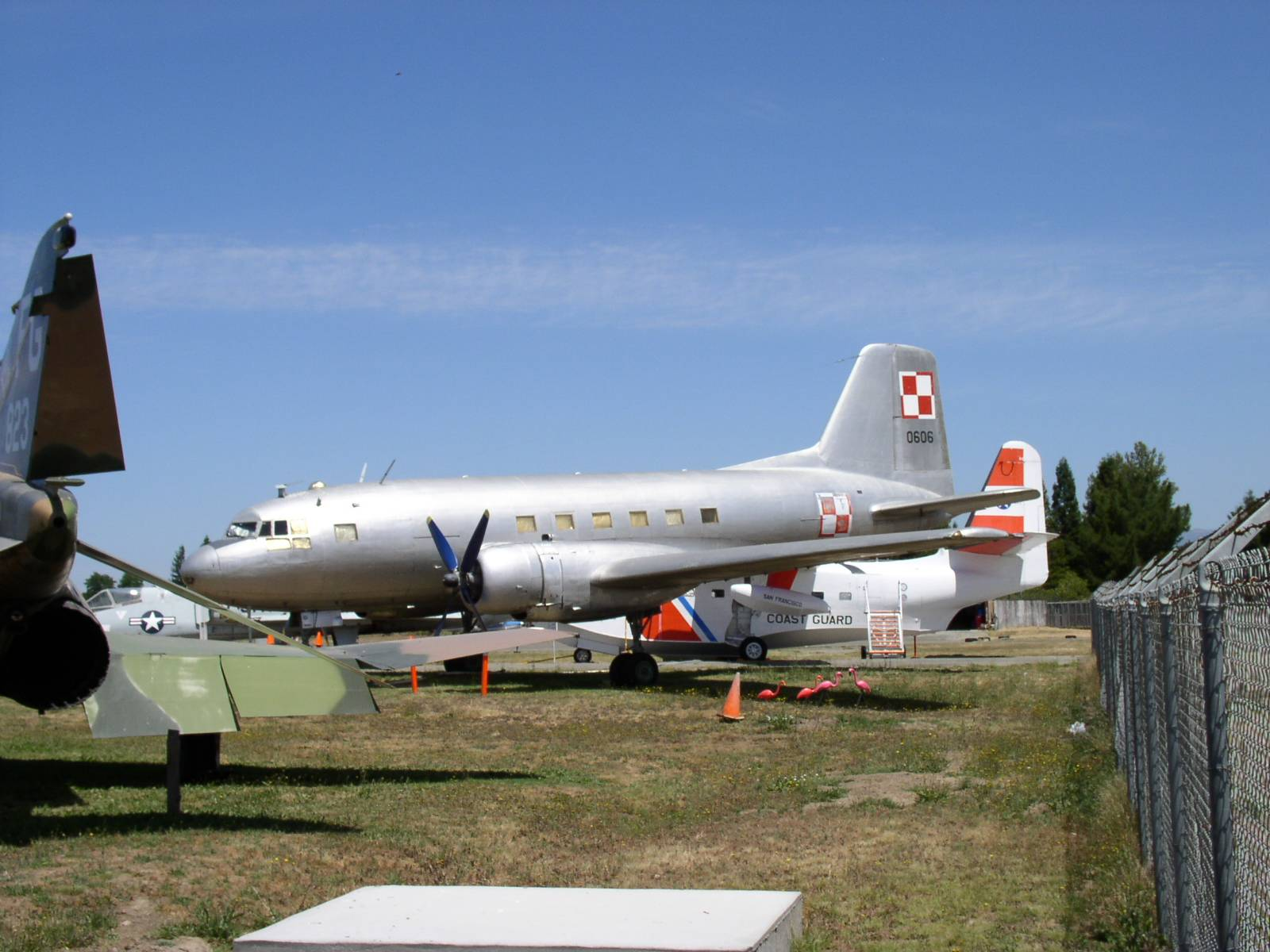
Un Il-14

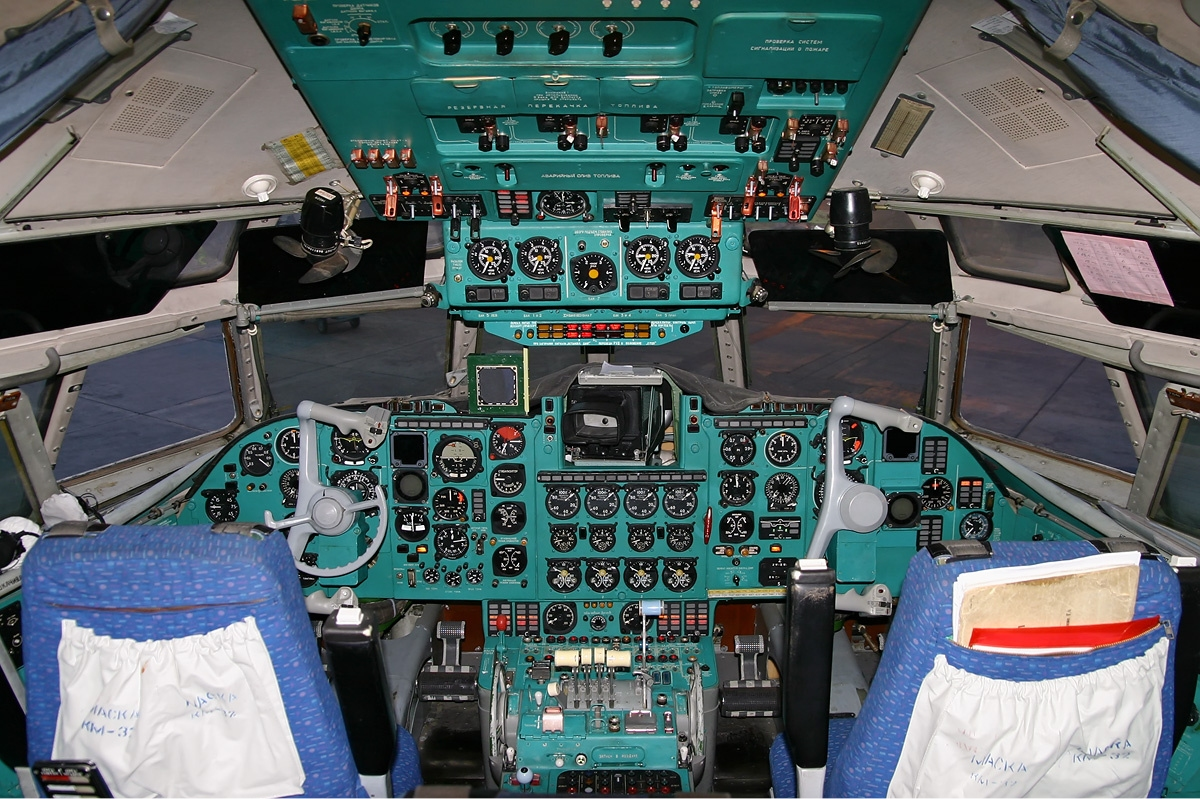
Cockpit d'un Ilyushin Il-62M

- Iliouchine Il-76 Candid (Il-78 Midas, A-50 Mainstay)
- Iliouchine Il-86 / Il-80
- Iliouchine Il-87 Maxdome
- Iliouchine Il-96
- Iliouchine Il-106 PAK VTA
- Iliouchine Il-112 (ru)
- Iliouchine Il-114
- Iliouchine Il-276 Avion de transport multirôle